# Béatrice Philippe
Béatrice Philippe est professeur émérite des universités, écrivain et conférencière. En 1997, elle était titulaire de la chaire de Civilisation juive et directrice de recherche d'études hébraïques et juives à l'INALCO (l'Institut national des langues et civilisations orientales) ainsi que Directrice du Centre d'études et de recherche d'études hébraïques et juives à l'INALCO. Ses travaux et recherche se rapportent pour l'essentiel à l'histoire des Juifs de France.

## Éléments biographiques

Logo de l'Inalco.

Béatrice Philippe est professeur émérite des universités INALCO, spécialiste de l'histoire du judaïsme français. 
Docteur en lettres option histoire et diplômée de Sciences Po Paris (section service public). 
Elle a dirigé de 1995 à 1999 le Centre d'études et de documentations d'études hébraïques et juives de l'INALCO (Institut National des Langues et Civilisations Orientales). 
Elle a été membre de la commission universitaire pour la réforme des diplômes du troisième cycle (2001-2002).

## Œuvres
Béatrice Philippe a publié de nombreux ouvrages se rapportant au judaïsme français dont : 
- Être juif dans la société française du Moyen Âge à nos jours, Montalba, Paris, 1979, rééditions : Pluriel (format de poche) puis Complexe, 1997
- Les Juifs dans le monde contemporain, avec Nelly Gutman, M.A. éditions, 1986
- Les Juifs à Paris à la Belle Époque, Albin Michel, 1991
- Regards sur la culture judeo-alsacienne, (collectif), La Nuée bleue, 2001
- Les Juifs et l'identité française, Odile Jacob, 2016.

Elle est l'auteure de divers articles sur le même thème dont à titre d'exemple : 
- Les mythes in Encyclopédie Lydis (Histoire des religions, tome VII)
- La dynastie Halévy in Catalogue d'exposition, Musée d'Orsay
- L'abolition de l'esclavage in Catalogue d'exposition, Mairie du Ve
- Les Juifs d'Alsace, périodique Notre Histoire
- Les Juifs et la Révolution française in édition du CNRS, collection de la REJ
- Regards sur la culture judéo-alsacienne in La nuée Bleue.

Elle a publié de nombreux articles dans des revues scientifiques, en particulier dans YOD.

## Exposition et multimédia
Elle conçoit et assure la direction scientifique de trois expositions et des catalogues y afférents :
- L'Affaire Dreyfus, une tragédie de la Belle Époque : Paris (Mairie du XIe) octobre-novembre 1994, Bibliothèque nationale du Luxembourg et Musée du Petit Palais à Genève en 1995.
- Voir Jérusalem, Pèlerins, Conquérants, Voyageurs : octobre-décembre 1997, Paris (Mairie du Ve).
- Les juifs de France (2008) : Paris (Hôtel de ville) Marseille (Mairie du VIIe) Toulouse (centre Communautaire), Bordeaux (base sous marine), Neuilly-sur-Seine (mairie)

Elle conçoit et organise deux colloques internationaux :
- 1933-1939, Les Juifs, la course vers l'abîme, (Sénat, décembre 1997).
- 1914-1933, L'apport des juifs à l'Europe (Sénat, décembre 1999)

Elle est la directrice scientifique du comité pour la création d’un musée et lieu de mémoire dans la synagogue rénovée de Foussemagne en Territoire de Belfort. 
Elle participe à des émissions radiophoniques, sur Radio J, Judaïques FM, et donne de nombreuses conférences, dont la plus récente s'intitule « La fraternité citoyenne ».
Elle participe à de nombreux colloques scientifiques, comme intervenante ou comme médiateur.
Elle assure actuellement l'organisation scientifique d'un musée permanent dans l'ancienne synagogue de Foussemagne (territoire de Belfort) sous les auspices du Conseil général, de la Mairie et avec la collaboration des architectes du patrimoine. 
Béatrice Philippe réalise un DVD-Rom, Sur les traces des juifs de France, voir, découvrir et comprendre en collaboration avec le CNDP, et avec le soutien de la Fondation pour la mémoire de la Shoah et la collaboration de nombreux universitaires.
Ce DVD Rom obtient le prix du Fonds Edmond Tenoudjji.